# 11621 Duccio
11621 Duccio este un asteroid din centura principală de asteroizi.

## Descriere
11621 Duccio este un asteroid din centura principală de asteroizi. A fost descoperit pe 15 august 1996 la Montelupo de Maura Tombelli și Giuseppe Forti. Asteroidul prezintă o orbită caracterizată de o semiaxă mare de 3,20 ua, o excentricitate de 0,12 și o înclinație de 11,6° în raport cu ecliptica.